# Honkytonk Man
Honkytonk Man är en amerikansk dramafilm från 1982 som utspelar sig under depressionen. Clint Eastwood som producerade och regisserade filmen hade även huvudrollen tillsammans med sin son Kyle Eastwood. Clancy Charlie som skrev novellen skrev även manus till filmen.

## Handling
Clint Eastwood spelar wannabe western-sångaren Red Stoval som lider av tuberkulos, och som får chansen att bli stor vid Grand Ole Opry. Hans unge systerson (spelad av Kyle Eastwood) följer med honom till Nashville, Tennessee där Red ska spela in en sång.
Efter en serie av äventyr, vilka inkluderar att systersonen "blir en man" vid en bordell anländer han tillsammans med Red till Nashville, bara för att göra tuberkulosen ännu värre mitt i inspelningen där Reds repliker blir ifyllda av gitarristen (Marty Robbins). Red avlider till slut och hans systerson bestämmer sig för att låta alla höra historierna om hans morbror.